# PISA (onderwijs)
PISA (Programme for International Student Assessment) is een grootschalig internationaal vergelijkend onderzoek, dat wordt uitgevoerd onder auspiciën van de OESO.

## Evolutie
- Sinds 2000 wordt om de drie jaar in een groot aantal landen een representatieve steekproef getrokken van 4.500 - 10.000 15-jarige scholieren in het onderwijs, die uitgebreid getoetst worden op hun kennis en vaardigheid op het gebied van taal (moedertaal), wiskunde, en natuurwetenschappen.
- In 2003 werden de leerlingen ook getoetst op hun kennis en vaardigheid op het gebied van probleem-oplossen.
- In 2007 werd het laatste onderzoeksrapport gepubliceerd. Nederland scoorde daarin vrij goed, zeker in Europese context, met ongeveer een 9de plaats, beduidend beter dan de Belgische score (circa 22ste plaats). Dit laatste is echter een artificiële uitslag, aangezien men het gemiddelde neemt van het Franstalig onderwijs in België (circa 35ste plaats) en het Nederlandstalig onderwijs in België (circa 5de plaats).
- In 2009 was leesvaardigheid (net als in 2000) het hoofdonderwerp. Daarnaast werden ook weer wis- en natuurkundevaardigheden getest (in Nederland bij zo'n 5.000 leerlingen, verdeeld over 195 scholen). Er deden ruim 65 landen mee aan PISA 2009.[1]

In 2012 werd er weer een pisa toets gehouden. Dit keer waren economie, wiskunde en natuurscheikunde aan de beurt.

## Werkwijze
Behalve deze vaardigheidstoetsen worden er ook een aantal gestandaardiseerde vragenlijsten afgenomen. Deze zijn bedoeld om meer zicht te krijgen op
- de thuissituatie van de leerlingen (zoals de sociaal-economische status van hun ouders/verzorgers),
- hun studie-aanpak (o.a. interesse, motivatie, tevredenheid, zelfvertrouwen), en
- de mate waarin zij vertrouwd zijn met en gebruikmaken van ICT.

De toetsen en vragenlijsten die in het PISA-onderzoek worden afgenomen, zijn voor Nederland deels ontwikkeld door het Cito en zijn geselecteerd voor hun psychometrische kwaliteiten. Critici hebben echter aangetoond dat de resultaten niet steeds met een eendimensionale competence-maat kunnen verkregen worden. Alle landen worden wel op dezelfde manier bevraagd, maar de vraagstelling zelf wijkt in meer of mindere mate af van de opvattingen over onderwijs van elk land. (Wuttke in Jahnke/Meyerhöfer 2006; Allerup in Hopman/Brinek/Retzl 2007).
In Vlaanderen wordt het onderzoek toevertrouwd aan de pedagogische onderzoekscentra van universiteiten. In Nederland is het Cito verantwoordelijk voor het verspreiden, toetsen en controleren ervan.
De verzamelde data wordt onderworpen aan geavanceerde statistische analyses. De uitkomsten van het onderzoek zijn zeer relevant voor het beleid, de praktijk en toekomstig onderzoek van het onderwijs. De datasets en onderzoeksrapporten zijn vrij toegankelijk op de website.

## Kritiek
- Hopmann, Stefan Thomas / Brinek, Gertrude / Martin Retzl (Hg./Eds.): PISA zufolge PISA - PISA according to PISA. Hält PISA, was es verspricht? - Does PISA keep, what it promises?, Reihe: Schulpädagogik und Pädagogische Psychologie, Bd. 6, Lit-Verlag: Wien (2007), ISBN 978-3-8258-0946-1 [13 papers in Engels, 4 in Duits].
- Jahnke, Thomas und Meyerhöfer, Wolfram (Hrsg.): PISA & Co --- Kritik eines Programms. Franzbecker: Hildesheim (2006). ISBN 978-388120-428-6 [10 papers in Duits].
- Rindermann, Heiner (2007). The g-factor of international cognitive ability comparisons: the homogeneity of results in PISA, TIMSS, PIRLS and IQ-tests across nations. European Journal of Personality, 21, 667-706
- De voortijdige schoolverlaters zijn niet opgenomen in de representatieve steekproef[3].

## Resultaten
| Plaats | 2000 | 2003 | 2007 | 2009                 | 2012 Mathematics | 2012 Reading | 2012 Science |
| ------ | ---- | ---- | ---- | -------------------- | ---------------- | ------------ | ------------ |
| 1      |      |      |      | 556 China            | 613              | 570          | 580          |
| 2      |      | 21   |      | 539 Zuid-Korea       | 554              | 536          | 538          |
| 3      |      |      |      | 536 Finland          | 519              | 524          | 545          |
| 4      |      |      |      | 533 Hongkong         | 561              | 545          | 523          |
| 5      |      |      |      | 526 Singapore        | 573              | 542          | 551          |
| 6      |      |      |      | 524 Canada           | 518              | 523          | 525          |
| 7      |      |      |      | 521 Nieuw-Zeeland    | 500              | 512          | 516          |
| 8      |      |      |      | 520 Japan            | 536              | 538          | 547          |
| 9      |      |      |      | 515 Australië        | 506              | 512          | 521          |
| 10     |      |      |      | 508 Nederland        | 523              | 511          | 522          |
| 11     |      |      |      | 506 België           |                  |              |              |
| 12     |      |      |      | 503 Noorwegen        |                  |              |              |
| 13     |      |      |      | 501 Estland          |                  |              |              |
| 14     |      |      |      | 501 Zwitserland      |                  |              |              |
| 15     |      |      |      | 500 Polen            |                  |              |              |
| 16     |      |      |      | 500 IJsland          |                  |              |              |
| 17     |      |      |      | 500 Verenigde Staten |                  |              |              |
| 18     |      |      |      | 499 Liechtenstein    |                  |              |              |
| 19     |      |      |      | 497 Zweden           |                  |              |              |
| 20     |      |      |      | 497 Duitsland        |                  |              |              |